# Argirohip
Els argirohips (Argyrohippus) són un gènere extint de mamífers notoungulats de la família dels notohípids que visqueren a Sud-amèrica des de l'Oligocè inferior fins al Miocè inferior, fa entre 17,5 i 29 milions d'anys. Se n'han trobat restes fòssils a les províncies argentines de Chubut i Santa Cruz. Tenien les dents postcanines hipsodontes. El seu aspecte i les seves dimensions haurien recordat una cabra, tot i que no hi tenen una relació propera. El nom genèric Argyrohippus significa ‘cavall d'argent’ i es refereix a La Plata.